# Anna Larkina
Anna Igorevna Larkina (in russo Анна Игоревна Ларкина?; 2 gennaio 1998) è una nuotatrice artistica russa.

## Palmarès
- Giochi europei

Baku 2015: oro nel libero combinato e nella gara a squadre.